# Национален музей на транспорта
Националният музей на транспорта се намира в Русе, на брега на река Дунав, и е единствен по рода си в цялата страна. Разположен е в сградата на първата железопътна гара в страната, построена през 1866 г. по проект на братя Барклей.
Експозицията е разположена в 2 части в сградата на гарата и на открито – няколко парни локомотива, различни модели вагони, като тук се пазят личния вагон на цар Фердинанд I, вагона, с който турският султан е предприемал обиколки и още много интересни експонати.
Музеят се категоризира като национален музей на железопътния транспорт и съобщенията на 26 юни 1966 година по повод 100-годишнината от началото на железопътния транспорт в България. Сградата на музея е обявена за исторически паметник. Експонати от музея участват във филмите:
- „Капитан Петко войвода“,
- „Записки по българските въстания“
- Руско-българската продукция „Турски гамбит“

## Експозиции
- Старата гара - представя основни моменти от развитието на железопътния транспорт в България и връзката между железницата и пътническото корабоплаване по река Дунав
- Парк-музей - влакови състави и от средата на XIX и XX век
- Вагон-салони - уникални вагони за височайши пътувания[1]

## Галерия
- Султанският вагон
- Английски локомотив
- Парен локомотив – експонат от музея